# Термоелектрогенератор
Термоелектрогенераторите конвертират топлинната енергия в електрическа, повечето се подчиняват на термоелектрическия ефект на Зеебек. В термоелектрогенераторите се използват термодвойки от различни метали и/или полупроводници.
Термоелектрогенератор може да бъде конструиран лесно от елементи на Пелтие, които трябва да се нагреят от едната страна, а от другата да се охладят.